# Koenigia ocreata
Koenigia ocreata (sinónimo Aconogonon ocreatum y Polygonum ocreatum) es una especie de planta con flores asiática perteneciente a la familia del trigo sarraceno. Se distribuye desde el nordeste de Europa hasta el Extremo Oriente ruso y el China del Norte. Es una planta perenne y crece principalmente en el bioma templado.